# Hans de Jong (componist)
Hans de Jong (1957) is een Nederlands saxofonist en componist, en docent in Antwerpen.

## Biografie
Hans de Jong studeerde aan het Brabants Conservatorium in Tilburg van 1978 tot 1985. Hij is docent saxofoon en kamermuziek aan het Koninklijk Conservatorium in Antwerpen, onderdeel van de AP Hogeschool Antwerpen en geeft hij internationale saxofoonmasterclasses.
Meer dan 150 composities werden aan hem opgedragen, veelal kamermuziek en verschillende combinaties, maar ook 14 concerto's. Zelf componeerde De Jong onder andere een saxofoonconcerto. 
Verder realiseerde hij een aantal opnames, waaronder het Vintage of European Saxophone Music.
Hans de Jong was organisator van SaxOnly, een vierdaags internationaal saxofoonfestival gehouden in 2009 in samenwerking met de Singel en het Koninklijk Conservatorium Antwerpen.

### Studie
Hans de Jong beëindigde zijn studie aan het Brabants Conservatorium met diploma's uitvoerend musicus (saxofoon), schoolmuziek en harmoniedirectie.

### Uitvoerend musicus
Naast internationaal concerteren met het Brabant Saxofoon Kwartet en in duo met pianist Paul Hermsen, deed Hans de Jong ervaring op in de lichte muziek met Free Jazz Kwartet de Overkant, Jazz Rock Kwartet en de South Point Big Band. Daarnaast was hij actief in de professionele koormuziek, bij het Kamerkoor van het Brabants Conservatorium, waarbij repertoire van gregoriaans tot en met hedendaagse muziek werd uitgevoerd.
Hij gaf masterclasses aan onder andere: Hochschule für Musik und Tanz, Muziekacademie van Berlijn, Muziekacademie Bazel, Koninklijk Conservatorium (Den Haag), ArtEZ, Hogeschool voor de Kunsten Utrecht, Tokyo College of Music, Royal Academy of Music, Real Conservatorio Superior de Música de Madrid, Kungliga Musikhögskolan, Conservatorio di Musica "Luigi Cherubini" en conservatoria in Vilnius, Menorca, Alicante, Warschau, Kobe, Gunma.

### Componist
Hans de Jong componeerde in opdracht van het Fonds voor de Scheppende Toonkunst, Stichting Eigentijdse Muziek Noord Brabant, Belgische Radio (BRT, het huidige Klara), de provincie Gelderland, Samo en het Vlaamse Ministerie van Cultuur.

#### Composities
- Charisma (Symfonieorkest en Jazz Orkest, Ed. Bibliotheek Klara, Brussel; eerste uitvoering Nationaal Orkest van België en BRT Jazz Orkest o.l.v. Fernand Terby).
- Concertino da Camera (Altsaxofoonsolo en 11 instrumenten, Ed. Tonger Verlag, Köln; eerste uitvoering Aquarius Ensemble o.l.v. Lucas Vis met Hans de Jong als solist)
- Omaggio a Kristina D. (Fanfareorkest, Ed. Molenaar, NL; eerste uitvoering Crescendo Nieuwveen o.l.v. Danny Oosterman; verplicht werk Concertafdeling Wereld Muziek Concours Kerkrade).[5]
- Five songs from Sappho (Gemengd koor en Saxofoonkwartet, Ed. Ascolta, NL; eerste uitvoering Amsterdam Universiteits Koor en Brabant Saxofoon Kwartet o.l.v. Anthony Zielhorst).
- Perturbation 1 (Saxofoonsextet, solo en Fanfareorkest, Ed. Donemus, NL; eerste uitvoering Gelders Fanfare Orkest o.l.v. Tijmen Botma).
- Perturbation 2 (Saxofoonsextet, solo en Harmonieorkest, Ed. Donemus, NL; eerste uitvoering Harmonie Orkest Koninklijk Conservatorium Antwerpen o.l.v. Dirk De Caluwé).
- Kurban Bayrami (Trombonekwartet, Ed. Tonger Verlag; eerste uitvoering Daniel Speer Trombone Consort).
- Sax Concerto (Alt-saxofoon en fanfareorkest, Ed. Band Music Press, BE; Nederlandse première Femke IJlstra en Nationaal Jeugd Fanfare Orkest o.l.v. Jan de Haan).[6]

## Prijzen
Als componist en saxofonist won hij prijzen bij de Internationale Compositiewedstrijd te Corciano, Martigny en het Orpheus Concours Antwerpen.

## Discografie
In samenwerking met pianist Paul Hermsen werd een zesdelige cd-serie Vintage of European Saxophone Music met uitsluitend originele kamermuziek voor saxofoon en piano door SaxOnly (destijds Casa Nova Records) uitgebracht. Ook de concertos van René Pieper en Kees Schoonenbeek met het Brabants Orkest o.l.v. Jacques van Steen werden op dit label uitgebracht.

## Samenwerkingen
Als solist en componist werkte hij onder andere samen met de volgende dirigenten:
André Vandernoot, Frédéric Devreese, Edmond Saveniers, George Octors, Fernand Terby, Dirk Vermeulen, Patrick Peire, Walter Boeykens, Etienne Siebens, Dirk De Caluwé, Philippe Herreweghe, Martyn Brabbins, Arpad Joó, Jac van Steen, Otto Ketting, Lucas Vis, Josef Suilen, Jan Cober, Heinz Friesen, Danny Oosterman, Ernest Bour, Alexandru Lascae, German Cáceres en Dorel Paşcu-Rădulescu.
- Gemeinsame Normdatei: 134909933
- International Standard Name Identifier: 0000 0000 5760 7226
- Library of Congress Control Number: no97077336
- MusicBrainz: 294a04e7-3c54-43a8-83a8-54290f641473
- Virtual International Authority File: 79849970
- WorldCat: E39PBJwhwRMfBcjq4R6ghWFxjC